# Пірати Карибського моря: День у морі
«Пірати Карибського моря: День у морі» — майбутній американський фентезійний фільм плаща і шпаги, шоста частина серії фільмів «Пірати Карибського моря». Знімання розпочалися у лютому 2023 року.

## Сюжет
Дія фільму, як і попередніх частин франшизи, відбувається на Карибському морі. Серед головних героїв піратський капітан Джек Горобець, коваль та син пірата Вілл Тернер, дочка губернатора Елізабет Свонн.

## Виробництво
Про плани створення шостого фільму франшизи стало відомо незадовго до прем'єри четвертої частини «На дивних берегах». Тоді планувалося знімати шосту картину відразу після п'ятої, але цей задум залишився нездійсненим. У березні 2017 року режисер Юакім Рьоннинг заявив, що "Пірати Карибського моря: Помста Салазара " (п'ятий фільм) — це лише початок останньої пригоди, підтвердивши таким чином, що шостий фільм, як і раніше, в планах. У вересні того ж року продюсер Джеррі Брукхаймер повідомив, що фільм перебуває у розробці. У жовтні того ж року Кая Скоделаріо заявила, що вона підписала контракт на повернення у шостому фільмі. Незабаром стало відомо, що режисером проекту стане Реннінг. У травні 2020 Брукхаймер повідомив, що перший варіант сценарію близький до завершення, але не підтвердив участь Джонні Деппа в майбутньому фільмі. 20 квітня 2022 року під час судового процесу у справі про наклеп проти колишньої дружини Ембер Герд Депп заявив, що не зацікавлений у роботі над новим фільмом серії «Пірати Карибського моря», пославшись на напружені стосунки з Disney після того, як його виключили з франшизи до винесення вердикту у справі.
У листопаді 2022 року в ЗМІ з'явилися повідомлення про те, що Депп все ж таки зніметься в картині, але незабаром вони були спростовані. Проєкт отримав попередню назву «День у морі», його знімання розпочалися у лютому 2023 року у Великій Британії. Виконавчим продюсером став Брюс Хендрікс.